# Tembok (Limpung)
Tembok is een bestuurslaag in het regentschap Batang van de provincie Midden-Java, Indonesië. Tembok telt 1953 inwoners (volkstelling 2010).